# Roca química

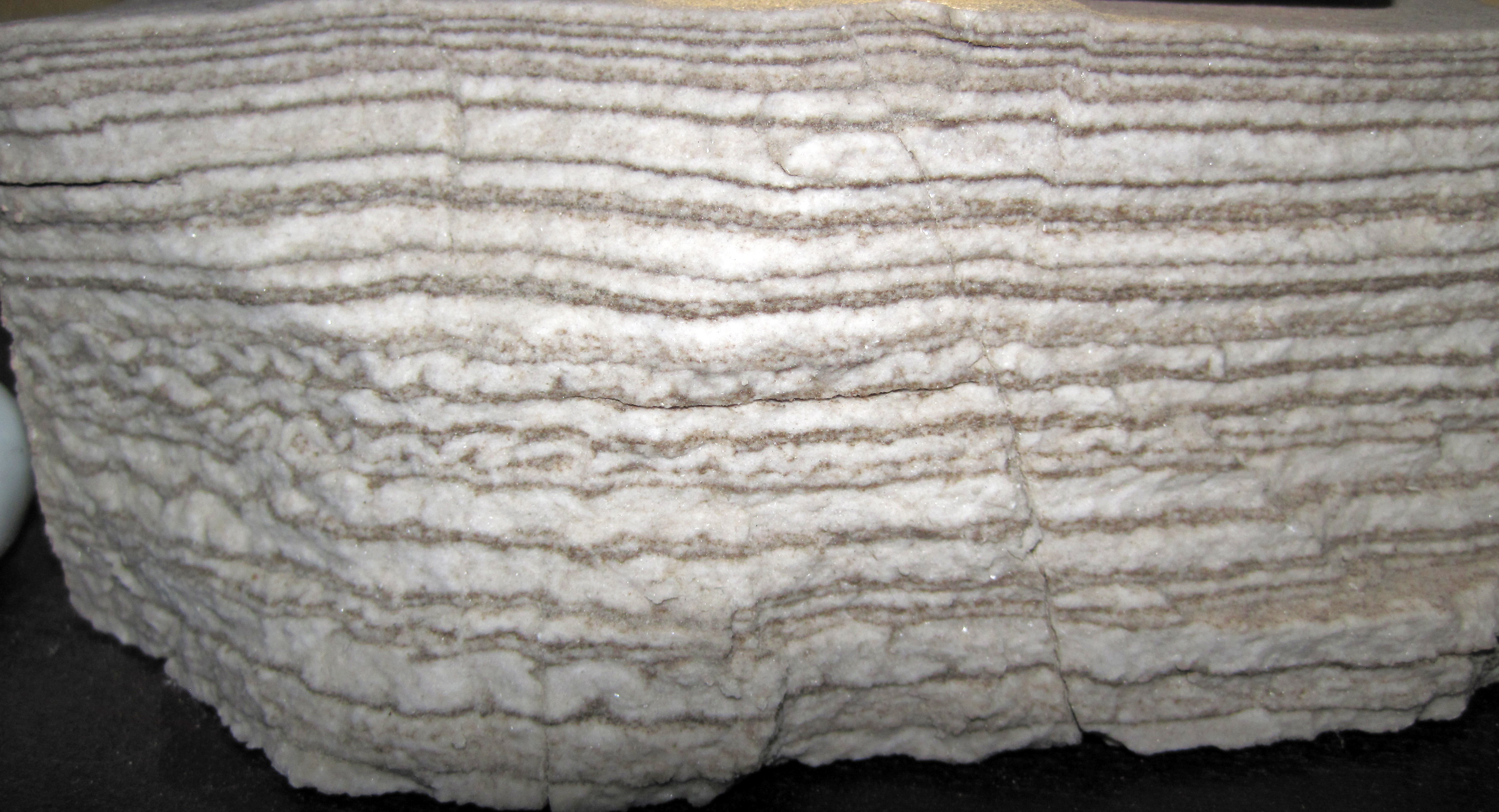
Estratos de yeso.

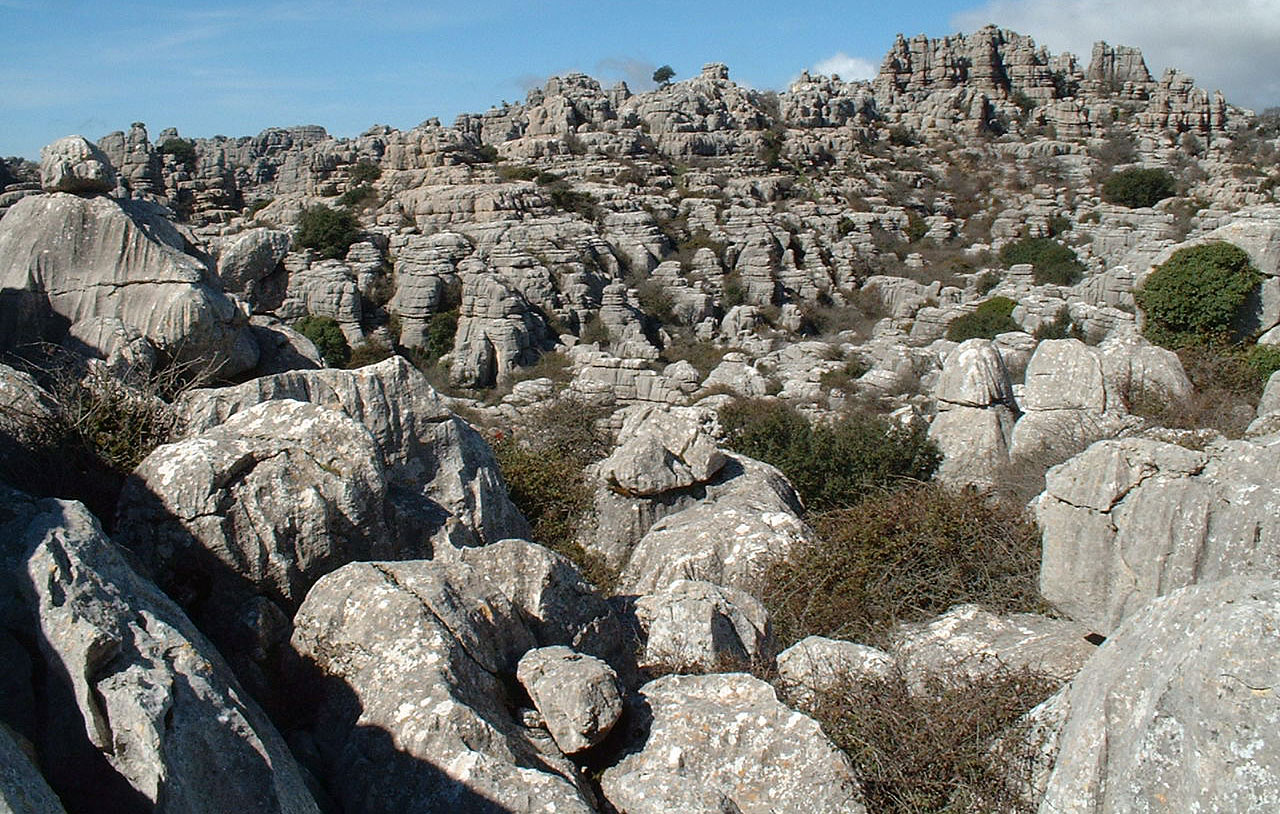
Calizas.

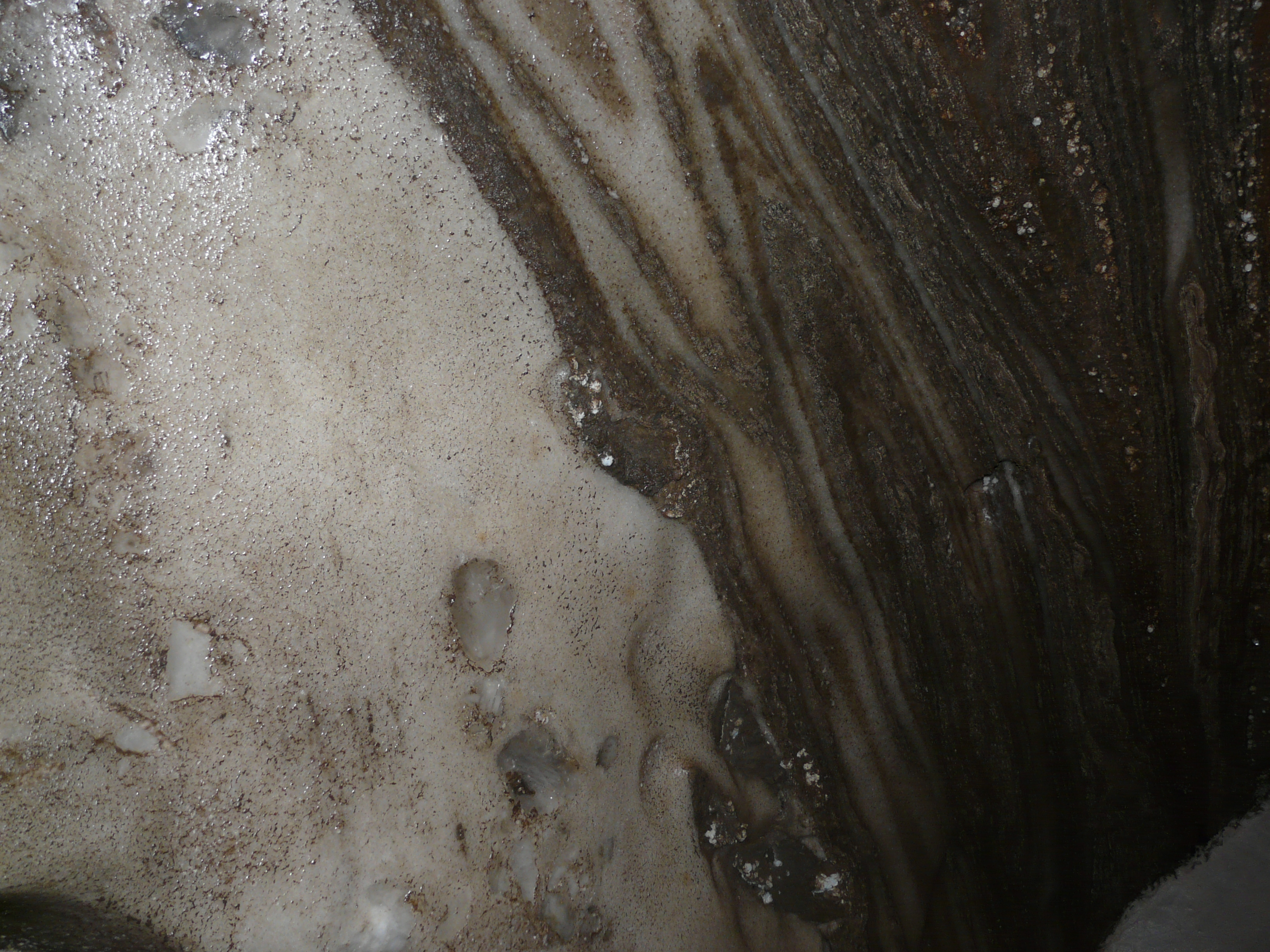
Sedimentos salinos.

Las rocas químicas son rocas sedimentarias que se originan por precipitación de sustancias químicas.

## Formación
Las rocas químicas se forman por precipitación de los minerales que componen los sedimentos arrastrados hacia los lagos o mares por los procesos de erosión. Así, por ejemplo, las lluvias disuelven el cloruro de sodio de la corteza, que se deposita en las zonas deprimidas. Por la radiación solar, el agua se evapora y el cloruro de sodio se concentra y precipita formando la halita, que es la roca de la que se obtiene la sal de mesa. Otro ejemplo es la formación de estalactitas y estalagmitas por precipitación del carbonato cálcico presente en el agua que se filtra en las cuevas.
Este tipo de rocas pueden formarse también por intervención de organismos vivos, en cuyo caso se describen como rocas bioquímicas. Ejemplos de estas son las radiolaritas y liditas, formadas a partir del esqueleto silíceo de los radiolarios, y los arrecifes de coral, estructuras masivas de caliza formadas for el esqueleto calcáreo de los corales.

## Tipos
- Carbonáticas: calizas, dolomías, margas
- Evaporiticas: yesos, sales